# Boca do Acre
Boca do Acre là một đô thị thuộc bang Amazonas, Brasil. Đô thị này có diện tích 22348,95 km², dân số năm 2007 là 30362 người, mật độ 1,36 người/km².